# Telemig Celular
Telemig Celular foi uma operadora de celular do Brasil. Era subsidiária de telefonia móvel da estatal TELEMIG e, após sua privatização em 1998, passou a ser controlada pela Telpart, enquanto o braço da telefonia fixa se tornou parte da Telemar. Posteriormente o controle acionário foi comprado pela operadora Vivo e absorvida por ela. 

## História

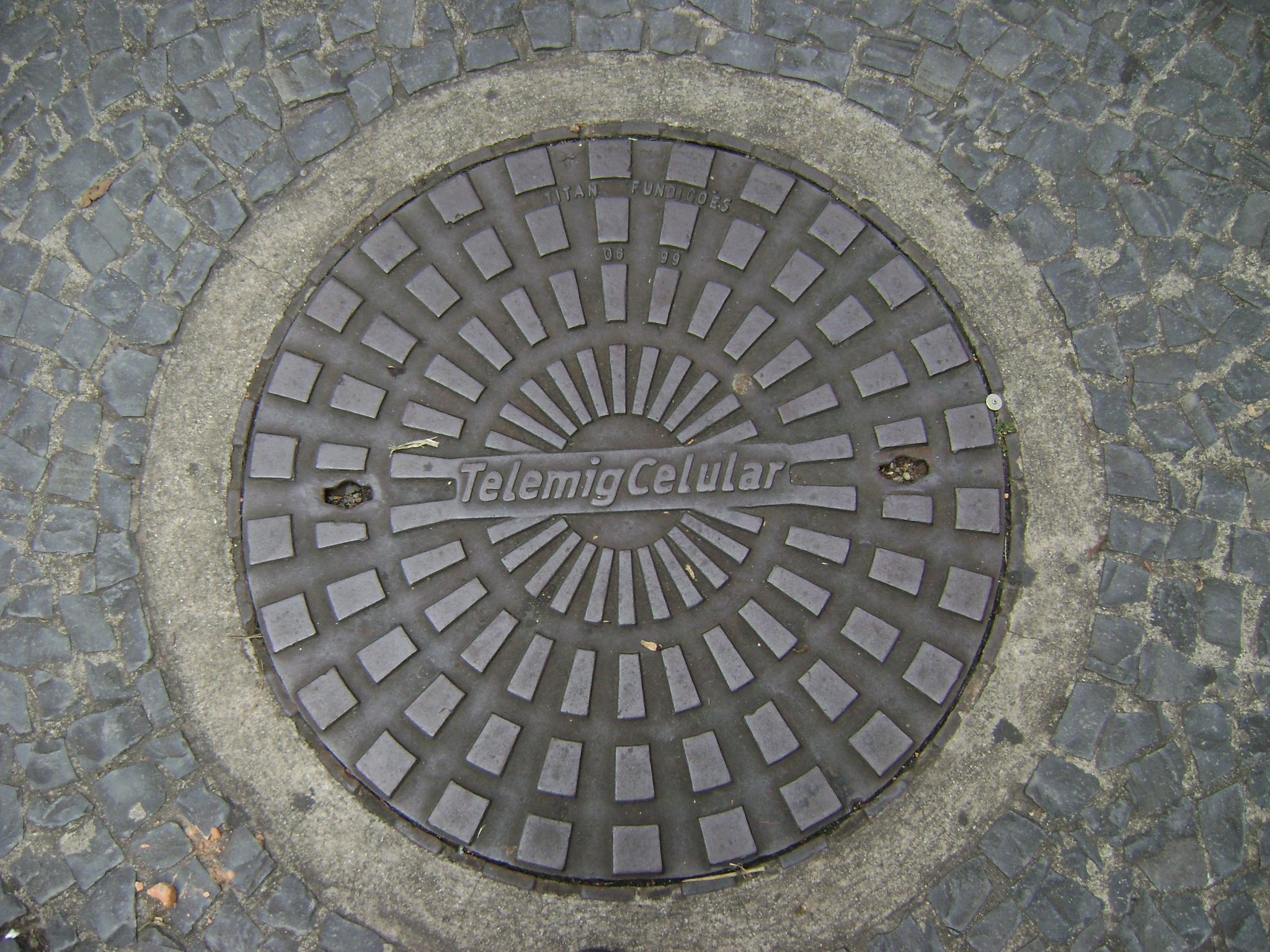
Poço de visita da Telemig Celular.

Iniciou suas operações no estado de Minas Gerais (exceto região do Triângulo Mineiro) com a tecnologia AMPS na década de 1990. Ainda na mesma década, implantou a tecnologia TDMA. 
Durante o Governo Fernando Henrique Cardoso em 1998, as empresas telefônicas estatais do Brasil foram totalmente privatizadas. As empresas de telefonia celular da Telebrás foram agrupadas por áreas para futuramente se tornarem um empresa regional.
Em 29 de julho de 1998, foi realizado na Bolsa de Valores do Rio de Janeiro o leilão das empresas de telefonia da Telebrás. A Telemig Celular foi vendida por R$ 756 milhões para um consórcio formado por Telepart/Telesystem International Wireless (48%), Banco Opportunity (21%) e fundos de pensão (Previ e Sistel) (18%). O consórcio também adquiriu a Tele Norte Celular por R$ 188 milhões.
No início de 2004, anunciou que implantaria a tecnologia GSM. Em setembro daquele ano, adquiriu licenças para a tecnologia GSM no Triângulo Mineiro e Alto Paranaíba. No final de 2004, a tecnologia GSM foi implantada na sua área de atuação AMPS/TDMA. No primeiro semestre de 2005, anunciou sua entrada no Triângulo Mineiro. Oferecia a tecnologia GSM em todo o estado de Minas Gerais. Excluindo o Triângulo Mineiro, também oferecia tecnologia AMPS e TDMA. No final de 2007, foi a primeira operadora do Brasil a colocar em operação uma rede 3G, utilizando a tecnologia UMTS/HSDPA na faixa de 850MHz, em Belo Horizonte.

### Absorção pela Vivo
O grupo Telpart passou por diversos conflitos entre os sócios ao longo de sua existência.
A operadora foi vendida para a Vivo, e foi totalmente absorvida em Abril de 2008. Com a compra da Telemig Celular, a Vivo passou a ser também operadora de telefonia residencial habilitada com um número de celular, integrando em sua grade de serviços o Poupo, um telefone residencial que usa tecnologia celular, voltado aos consumidores que moram longe do cabeamento das redes convencionais de telefonia fixa, usando todos os benefícios de um telefone fixo.
A marca Telemig Celular deixou de ser utilizada pouco após a sua compra pela Vivo, tendo desaparecido completamente até 2010.